# Praslity
Praslity (deutsch Altkirch) ist ein Ort in der polnischen Woiwodschaft Ermland-Masuren. Er gehört zur Stadt-und-Land-Gemeinde Dobre Miasto (Guttstadt) im Powiat Olsztyński (Kreis Allenstein).

## Geographische Lage
Praslity liegt in der nordwestlichen Woiwodschaft Ermland-Masuren, 19 Kilometer südwestlich der früheren Kreisstadt Heilsberg (polnisch Lidzbark Warmiński) bzw. 27 Kilometer nordwestlich der heutigen Kreismetropole Olsztyn (deutsch Allenstein).

## Geschichte
Das einstige und mit einem Dampfsägewerk sowie einer Windmühle versehene Dorf Altkirch kam 1874 als Landgemeinde zum neu errichteten Amtsbezirk Guttstadt (polnisch Dobre Miasto) im ostpreußischen Kreis Heilsberg.
536 Einwohner waren im Jahre 1910 in Altkirch registriert, im Jahre 1933 belief sich ihre Zahl auf 542, und im Jahre 1939 auf 546.
Im Zusammenhang der Abtretung des gesamten südlichen Ostpreußen 1945 in Kriegsfolge an Polen erhielt Altkirch die polnische Namensform „Praslity“. Das Dorf ist heute eine Ortschaft im Verbund der Gmina Dobre Miasto (Stadt-und-Land-Gemeinde Guttstadt) im Powiat Olsztyński (Kreis Allenstein), von 1975 bis 1998 der Woiwodschaft Olsztyn, seither der Woiwodschaft Ermland-Masuren zugehörig.

## Religion
Praslity gehört heute – wie bereits Altkirch vor 1945 – zur römisch-katholischen Pfarrei Dobre Miasto (Guttstadt), heute im Erzbistum Ermland gelegen. 
Bis 1945 war Altkirch außerdem in die evangelische Kirche Regerteln (polnisch Rogiedle) in der Kirchenprovinz Ostpreußen der Kirche der Altpreußischen Union eingegliedert. Heute ist Praslity der Diözese Masuren der Evangelisch-Augsburgischen Kirche in Polen zugeordnet.

## Verkehr
Praslity liegt an der Nebenstraße 1364N, die von Wójtowo (Voigtsdorf) über Rogiedle (Regerteln) bis nach Praslity und weiter bis zur Woiwodschaftsstraße 507 verläuft. Eine von der Woiwodschaftsstraße 593 bei Nowa Wieś Mała (Neuendorf bei Guttstadt) kommende Nebenstraße endet in Praslity.
Die nächste Bahnstation ist Bzowiec (Beiswalde). Sie liegt an der PKP-Bahnlinie 221: Olsztyn Gutkowo–Braniewo.

## Persönlichkeit
- Ernst Fischer (* 21. Oktober 1892 in Altkirch), deutscher Verwaltungsjurist, Landrat im Kreis Heilsberg, Oberkreisdirektor des Landkreises Aschendorf-Hümmling im niedersächsischen Emsland.